# Beszterce (folyó)
A Beszterce (románul: Bistrița) a Sajó jobb oldali mellékfolyója Romániában, Beszterce-Naszód megyében. A Sztrunyóra hegy alatt több csermelyből eredve nyugat felé tart, Borgóprundnál délnyugatra fordul és Szeretfalvánál a Sajóba torkollik. Mellékvizei jobb felől a Tiha, bal felől a Dipse. A felső részén található a duzzasztással létrejött Kolibica-tó.

## Települések a folyó mentén
(Zárójelben a román név szerepel.)
- Kolibica (Colibița)
- Borgóbeszterce (Bistrița Bârgăului)
- Borgóprund (Prundu Bârgăului)
- Felsőborgó (Susenii Bârgăului)
- Alsóborgó (Josenii Bârgăului)
- Középborgó (Mijlocenii Bârgăului)
- Oroszborgó (Rusu Bârgăului)
- Bureaka (Valea Poienii)
- Jád (Livezile)
- Aldorf (Unirea)
- Beszterce (Bistrița)
- Besenyő (Viișoara)
- Sófalva (Sărata)